# Dawit Wolde
Dawit Wolde Arega (ur. 19 maja 1991 w Debre Zeit) – etiopski lekkoatleta specjalizujący się w biegach średniodystansowych. 
W 2007 zdobył brąz na mistrzostwach świata juniorów młodszych w Ostrawie oraz został wicemistrzem Afryki juniorów na dystansie 1500 metrów. W 2009 sięgnął po brąz juniorskich mistrzostw Afryki w Bambous. Półfinalista mistrzostw Afryki w biegu na 800 metrów z roku 2010. Startował na igrzyskach olimpijskich w Londynie, na których odpadł w eliminacjach 1500 metrów. Piąty zawodnik halowych mistrzostw świata w Portland (2016). Medalista mistrzostw Etiopii.

## Osiągnięcia
| Rok  | Impreza                               | Miejsce        | Konkurencja         | Lokata     | Wynik   |
| ---- | ------------------------------------- | -------------- | ------------------- | ---------- | ------- |
| 2007 | Mistrzostwa świata juniorów młodszych | Ostrawa        | bieg na 1500 metrów | 3. miejsce | 3:45,03 |
| 2007 | Mistrzostwa Afryki juniorów           | Wagadugu       | bieg na 1500 metrów | 2. miejsce | 3:46,71 |
| 2008 | Mistrzostwa świata juniorów           | Bydgoszcz      | bieg na 1500 metrów | eliminacje | 3:51,44 |
| 2009 | Mistrzostwa Afryki juniorów           | Bambous        | bieg na 1500 metrów | 3. miejsce | 3:41,24 |
| 2010 | Mistrzostwa Afryki                    | Nairobi        | bieg na 800 metrów  | półfinał   | 1:50,26 |
| 2011 | Igrzyska afrykańskie                  | Maputo         | bieg na 1500 metrów |            | DNF     |
| 2012 | Igrzyska olimpijskie                  | Londyn         | bieg na 1500 metrów | eliminacje | 3:41,81 |
| 2015 | Mistrzostwa świata                    | Pekin          | bieg na 1500 metrów | eliminacje | 3:44,90 |
| 2016 | Halowe mistrzostwa świata             | Portland       | bieg na 1500 metrów | 5. miejsce | 3:44,81 |
| 2016 | Igrzyska olimpijskie                  | Rio de Janeiro | bieg na 1500 metrów | półfinał   | 3:41,42 |

## Rekordy życiowe
- Bieg na 800 metrów – 1:47,4h (2012)
- Bieg na 1500 metrów (stadion) – 3:33,82 (2012)
- Bieg na 1500 metrów (hala) – 3:37,86+ (2016)
- Bieg na milę (hala) – 3:54,02 (2016) rekord Etiopii
- Bieg na 3000 metrów (hala) – 7:41,69 (2016)
- Bieg na 5000 metrów – 13:10,13 (2017)